# Курортная (гора)
Курортная — гора высотой 1621,4 м в восточных отрогах горного хребта Сихотэ-Алинь в Приморском крае, в Тернейском районе. Находится в 35 км к западу от посёлка Амгу, в верховьях реки Максимовка.
Гора Курортная располагается в Кема-Амгинском горном узле, популярном туристическом районе Северного Приморья, известном своими бурными реками, водопадами, горячими источниками и высокими сопками, вершины которых располагаются в поясе гольцов и горной тундры. Классический маршрут восхождений пролегает от горячих источников «Святой Елены». Другой маршрут проходит через ключ Усталый, мимо скальных останцов на водораздел, и по нему на юг, на вершину. Наиболее сложный маршрут — от источников «Святой Елены» до каньона «Пасть Дьявола» (водопад Большой Амгинский), с траверсом гор Курортная и Туман (1488 м). В районе последней располагается труднопроходимый пояс кедрового стланика. Кроме того на этом маршруте негде пополнить запас пресной воды.